# Маховище
Махови́ще — село Стебаевского сельсовета Липецкого района Липецкой области. Точнее — Моховище.

## История
Село известно с середины XVII в.

## Название
Название от слова мох — по мшистым местам на ручье Лячиха.

## Население
| 1859 | 1897  | 2010 | 2012 |
| ---- | ----- | ---- | ---- |
| 768  | ↗1201 | ↘160 | ↗224 |